# Rodov
Rodov (německy Rodow) je vesnice, část města Smiřice v okrese Hradec Králové. Nachází se asi 3,5 kilometru západně od Smiřic. V roce 2011 zde trvale žilo 159 obyvatel.
Rodov je také název katastrálního území o rozloze 4,48 km². V katastrálním území Rodov leží i Trotina.

## Název
Název vesnice je odvozen z příjmení Rod ve významu Rodův dvůr. V historických pramenech se objevuje ve tvarech: de Rodowa (1318), Rodow (1392), „vsi Rodowu“ (1512) a Rodow (1542 a 1654).

## Historie
První písemná zmínka o Rodově pochází z roku 1318. Ve středověku byla vesnice rozdělena na dvě části, z nichž jedna patřila ke smiřickému panství spravovanému z hradu Veliš a druhou vlastnili vladykové Rodovští z Hustířan. Ti si v šestnáctém století ve vsi postavili tvrz.